# الشركة السعودية للعدد والأدوات
الشركة السعودية للعدد والأدوات (ساكو) تأسست في العام 1985م ثم تحولت في عام 2015م إلى شركة مساهمة سعودية وإدرجت في السوق المالية السعودية (تداول).
وتنشط الشركة في مجال تجارة العدد والأدوات في المملكة العربية السعودية. ويبلغ عدد معارض ساكو 34 معرضاً منتشرًا في ثمانية عشر مدينة رئيسة في المملكة، وتتراوح مساحة المعرض الواحد منه ما بين 2500 إلى 22000 متر مربع، ويفوق إجمالي المعروضات في أي من معارض ساكو الـ 45,000 منتج يلبي كافة الاحتياجات المهنية والمكتبية والمنزلية والترفيهية.
ولساكو ثلاثة فروع لتجارة الجملة في كل من الرياض وجدة والخبر تدار بواسطة 75 موظفاً كما توفر لعملائها خدمات التوصيل والتركيب والتصليح.

## نبذة تاريخية عن الشركة
تأسست شركة ساكو في الرياض عام 1984 من قبل مجموعة صغيرة من رجال الأعمال. وبعد عقدين من الزمن، في مايو 2004، أعلنت الشركة عن افتتاح متجر عالم ساكو في الرياض، وهو أكبر متجر في الشرق الأوسط والأول من نوعه. وفي يونيو 2010، قامت الشركة ببناء متجر آخر من عالم ساكو في ميناء جدة الواقع على ساحل البحر الأحمر. وبعد عام من ذلك، افتتحت أكبر متجر لها حتى الآن في محافظة الظهران الشرقية.
وفي عام 2015، أصبحت الشركة مدرجة في البورصة للتداول العام، وهي خطوة لعبت دورًا مهمًا في تعزيز الثقة في العلامة التجارية وذلك من خلال تقديم الشفافية للعملاء حول أهدافها وإنجازاتها. في عام 2018، افتتحت شركة ساكو متجرها الحادي والثلاثين، واليوم، لديها 34 متجرًا في جميع أنحاء البلاد، ناهيك عن الخطط قيد التنفيذ لبناء المزيد من المتاجر في السنوات المقبلة.
ولتعزيز الكفاءة في عملياتها الكبيرة، حصلت شركة ساكو عام 2016 على شركة ميدسكان ترمينال، وهي شركة مقرها السعودية وتقدم خدمات لوجستية. وعلى مر السنين، استثمرت شركة ساكو بوفرة في الابتكار وتقنيات التجارة الإلكترونية، الأمر الذي مكنها من تلبية احتياجات المستهلكين المتغيرة في المملكة العربية السعودية وتوسيع عملياتها للبيع بالتجزئة عبر الإنترنت حيث يقوم معظم السعوديين الآن بالتسوق. ومن بين مساعيها الأخيرة إطلاق موقعها الجديد على شبكة الإنترنت (www.saco.sa) وتطبيق مفهوم التجارة الإلكترونية.

## مجلس الإدارة
يرأس شركة ساكو المدير التنفيذي هيثم الحميدي، إلى جانب فريق الإدارة التنفيذية ومجلس الإدارة. ويضم المجلس: عبد الرحمن جاوا (رئيسًا)، وخالد محمد عبد العزيز الحميدي (غير تنفيذي)، وسمير محمد عبد العزيز الحميدي (تنفيذي)، وهيثم محمد عبد العزيز الحميدي (تنفيذي)، وبندر خالد إبراهيم التركي (غير تنفيذي)، وأحمد محمد سالم الساري (نائب غير تنفيذي لرئيس مجلس الإدارة)، وطلال محمد بكش (غير تنفيذي)، وسمير عمر بعيسة (غير تنفيذي)، وفهد ملائكة (غير تنفيذي).

## المنتجات والخدمات
•	تتضمن شركة ساكو مجموعة واسعة من المنتجات التي تتوزع على سبعة أقسام: الأدوات والعدد، والأثاث الخارجي ولوازم الحدائق، وأساسيات البيت، وتطوير البيت، ولوازم السيارات، والإلكترونيات، والرياضة، واللياقة، والألعاب.
•	كما توفر شركة ساكو ثلاثة مجالات رئيسية للخدمات: التوصيل والتجميع، والتركيب، وضمان المنتج وصيانته.
•	ساكو هو وكيل معتمد لشركة Ace للمعدات.

## رؤية 2030
تعكس إستراتيجية الشركة التزامها برؤية السعودية 2030، وهي إطار استراتيجي لتنويع اقتصاد الدولة بما يتجاوز النفط، ولتطوير قطاعات الخدمات العامة، فتركّز الشركة على توفير فرص العمل للنساء والرجال في المملكة العربية السعودية، في محاولة لإطلاق المواهب لدى الشباب السعودي، وهي ترى أنّ هذه الجهود هي جزء من برنامج جودة الحياة في السعودية (والذي يتضمن، من بين أهدافه العديدة، خلق فرص العمل). كما تعمل الشركة باستمرار على توفير برامج تنمية المواهب لموظفيها، كمركز التدريب المتقدم على سبيل المثال، الذي يقدم مجموعة من البرامج التعليمية.

## الجهود البيئية
تعمل شركة ساكو على الحفاظ على المياه والطاقة كجزء من التزامها بحماية البيئة، وترى أن جهودها مكملة لبرنامج التحول الوطني في السعودية، والذي ينص على توفير القدرة المستدامة على الوصول إلى الموارد المائية، والحد من التلوث بين أهدافها الرئيسية.